# Odontellidae
Famille
Les Odontellidae sont une famille de collemboles.
Elle comporte plus de 130 espèces dans douze genres actuels.

## Liste des genres
Selon Checklist of the Collembola of the World (version du 3 octobre 2019) :
- Afrodontella Deharveng, 1991
- Austrodontella Ellis & Bellinger, 1973
- Axenyllodes Stach, 1949
- Caufrenyllodes Greenslade & Deharveng, 1984
- Odontella Schäffer, 1897
- Odontellina Deharveng, 1981
- Odontellodes Stach, 1949
- Pseudoxenyllodes Kuznetsova & Potapov, 1988
- Stachia Folsom, 1932
- Stachiomella Wray, 1957
- Superodontella Stach, 1949
- Xenyllodes Axelson, 1903
- † Protodontella Christiansen & Nascimbene, 2006

## Publication originale
- Massoud, 1967 : Monographie des Neanuridae, Collemboles Poduromorphes à pièces buccales modifiées. Biologie de l'Amérique Australe, vol. 3, p. 7-399.